# Bill Raio Beta
Bill Raio Beta (em inglês:  Beta Ray Bill) é um personagem de quadrinhos da Marvel Comics, criado por Walter "Walt" Simonson em 1983. Estreou na edição 337 da HQ "The Mighty Thor" (em português:  "O Poderoso Thor").

## Biografia ficcional
Bill Raio Beta pertence à raça alienígena korbinita, que teve de fugir de seu planeta natal, que seria destruído por Surtur, iniciando uma viagem em estase. Antes da viagem, Bill foi modificado geneticamente para receber poderes a fim de defender sua raça durante a fuga.
Thor, a pedido do coronel Nick Fury, intercepta a nave de Bill Raio Beta, Ferocímea, mas é atacado por este, que o confunde com um inimigo. Durante a batalha, Bill consegue empunhar Mjölnir, ganhando os mesmos poderes divinos de Thor.
Em seguida, Odin, pai de Thor, transporta Bill até a cidade de Asgard, pensando que este seria o seu filho. Após descobrir o engano, chama o verdadeiro Thor. Os dois guerreiros reivindicam a posse de Mjölnir, e Odin decide resolver o impasse através de um duelo entre os dois. Bill Raio Beta vence, mas não se sente bem em possuir o martelo, mesmo precisando dele para salvar sua raça. Assim, Odin cria um novo martelo, chamado "Rompe Tormentas" (em inglês:  Stormbreaker) e o entrega a Bill, dando-lhe poderes semelhantes ao de Thor. Desde então, Bill e Thor tornaram-se aliados.
Bill Raio Beta, Thor e Sif viajaram ao portal de onde saíam os demônios que atacavam a frota korbinita. Após os festejos da vitória em Asgard, Odin passa o encantamento de Thor para Bill, transformando seu corpo ao estado natural, anterior a modificação genética. Com isso, Thor não consegue mais transformar-se no doutor Donald Blake ao ficar mais de um minuto sem tocar o martelo. O korbinita seria Bill Raio Beta quando em sua forma primitiva, e Thor Raio Beta quando batesse a bengala e portasse o martelo (Odin também inverte o encantamento, pois transforma mortais em "Thor").
Bill e Sif procuram os outros korbinitas para protegerem, até encontrarem um novo planeta natal. Após isto, tornou-se um dos protetores de Asgard e do Universo. Thor confiou o reino de Asgard a Bill, mas quando o fim era inevitável, Bill Raio Beta foi liberado e teletransportado para longe.
Após se unir a Tropa Ômega para lutar contra a Gangue da Demolição, ele ficou preso em outra dimensão lutando contra as grandes feras.

## Poderes
Bill Raio Beta possui força e resistência muito superiores a de um humano comum. Suas modificações genéticas permitem a ele ainda sobreviver no espaço sem dificuldade. Graças ao seu martelo, ele consegue voar, controlar relâmpagos e tempestades e abrir portais dimensionais.

## Outras mídias
- No jogo Thor: The Dark World para Android, ele é um uniforme alternativo de Thor
- Ele aparece na série animada do Surfista Prateado, com a voz nos EUA de Karl Pruner.
- No jogo Marvel: Ultimate Alliance ele é uma roupa alternativa para o Thor.
- Ele aparece no filme de animação Planeta Hulk, com voz de Paul Dobson.
- Está disponível como personagem jogável em Lego Marvel Super Heroes após ser desbloqueado.
- Ele aparece na série animada The Avengers: Earth's Mightiest Heroes, com a voz nos EUA de Steven Blum.
- Aparece no jogo Marvel: Avengers Alliance.
- Em Marvel: Future Fight, disponível para Android e iOS ele é um personagem jogavel.
- Bill Raio Beta é um personagem jogável no jogo para dispositivos móveis Marvel Torneio de Campeões